# Instruktor narciarstwa
Instruktor narciarstwa – stopień nadawany w Polsce przez Stowarzyszenie Instruktorów i Trenerów Narciarstwa Polskiego Związku Narciarskiego.
Istnieją dwa odrębne stopnie Instruktora PZN – jeden to instruktor narciarstwa zjazdowego, drugi to instruktor narciarstwa biegowego. Stopień instruktora PZN (zjazdowy) to stopień pośredni w czterostopniowym systemie szkoleniowym SITN-PZN. Uzyskanie stopnia wiąże się z przynależnością do SITN-PZN.

## Wymagania (instruktor zjazdowy)
Czterostopniowy system szkoleniowy SITN-PZN obejmuje:
- nieobowiązkowy poziom „0” (kurs na stopień Demonstratora Szkolnego PZN (dla młodzieży 12-16 lat) oraz kurs kwalifikacyjny (od 16 lat)),
- poziom „1” – Pomocnik Instruktora PZN (od 17 lat),
- poziom „2” – instruktor PZN,

- poziom „3” – instruktor zawodowy.

Dostęp na poziom „1” wymaga zaliczenia testu sprawnościowego (slalom gigant), który odbywa się w ramach zawodów regionalnych (min. 6pkt) i zaliczenia kursu kwalifikacyjnego (można pominąć przy 8pkt ze slalomu). Poziom „1” i „2” kończą egzaminy przed komisją egzaminacyjną SITN-PZN. Na poziomie „3” należy zaliczyć kursy specjalistyczne (kurs lawinowy, kurs ski-turowy, dyscyplina do wyboru: narciarstwo biegowe, telemark, snowboard) i poddać się testowi sprawnościowemu (slalom gigant). Minimalny czas trwania kursów do stopnia Instruktora PZN wynosi co najmniej 170 h (2009), z czego ok. 70% stanowią zajęcia praktyczne.

## Uprawnienia
Instruktor PZN posiada samodzielne uprawnienia szkoleniowe. Kurs odbywa się zgodnie z wymaganiami związkowymi i uwzględnia wymagania państwowe na stopień instruktora rekreacji ruchowej.
Instruktor PZN ma możliwość wykupienia międzynarodowej legitymacji instruktora amatora (IVSI). Zakres uprawnień i możliwości pracy poza granicami Polski regulują przepisy danego kraju.
Warto nadmienić, że Polski Związek Narciarski PZN nie nadaje stopni Instruktorakich. PZN wydaje licencje na posiadane uprawnienia.

## Weryfikacja uprawnień
Stopień Instruktora PZN podlega okresowej weryfikacji podczas tzw. unifikacji, które odbywają się co 3 lata.

## Historia
Stopień Instruktora PZN kontynuuje tradycje szkoleniowe Polskiego Związku Narciarskiego.

### Okres przed II wojną światową
Powstanie stopnia instruktora narciarstwa PZN należy szukać w początkach działalności szkoleniowej Polskiego Związku Narciarskiego związanej ze szkoleniem sportowym, a później powszechnym.
Początki akcji szkoleniowej koordynowanej przez PZN przypadły na sezon 1925/26. W tym sezonie w Zakopanem odbył się ogólnopolski kurs związkowy dla ponad 300 początkujących narciarzy. Ważnym etapem prowadzonej przez PZN akcji szkoleniowej był kurs dla nauczycieli i sędziów narciarstwa w sezonie 1932/33. Uczestnikom kursu przyznano 14 stopni trenerskich, 175 stopni instruktorskich oraz 86 sędziowskich. Zebrane wówczas doświadczenia posłużyły do opracowania podręcznika, którego głównym celem było ujednolicenie metod i zakresu nauczania na krótkich kursach dla początkujących. W kolejnym sezonie (1933/34) władze PZN ujęły w jedne ramy całokształt problemów związanych z szeroko pojętym szkoleniem narciarskim (szkolenie zawodników, szkolenie instruktorów, stworzenie ośrodków nauczania jazdy na nartach dla wszystkich zainteresowanych).
15 stycznia 1935 r. ukazały się „Zasady akcji szkoleniowej Polskiego Związku Narciarskiego”. W myśl postanowień w nich zawartych, kierownictwo ogólne oraz kontrola nad narciarskim szkoleniem pozostawały w zakresie działania Komisji Sportowej PZN. Organ wykonawczy komisji sportowej, nadzorujący działalność szkoleniową, stanowiło Centrum Wyszkolenia PZN. Główne działania centrum skupiały się na kształceniu kadry instruktorskiej. Trenerzy i instruktorzy PZN obowiązani byli wykazywać się efektywną pracą w zakresie szkolenia, potwierdzaną corocznie przez właściwe okręgi narciarskie PZN. Starano się w ten sposób unikać utrzymywania na liście zbyt dużej ilości instruktorów, tzw. „martwych dusz”. Polski Związek nie uznawał – poza przyznanymi według własnych postanowień – żadnych innych uprawnień do nauczania jazdy na nartach.
O tym, jak duże znaczenie przywiązywały władze PZN do dbałości o poziom szkolenia, może świadczyć następujące zdanie w rozdziale „Informacyjnego Kalendarza Narciarskiego na sezon 1935/36” dotyczące zagadnień szkoleniowych: Centrum Wyszkolenia podaje do wiadomości, że ze względu na wielkie znaczenie akcji wyszkoleniowej, stosować będzie rygorystyczną kontrolę oraz nie cofnie się przed bardzo surowemi środkami, mającemi na celu zapewnienie energicznej i skutecznej akcji wyszkoleniowej”.
Zgodnie z „Zadaniami organizacyjnymi dla honorowych i zawodowych nauczycieli narciarstwa”, nauki jazdy na nartach udzielać mogły wyłącznie osoby, które złożyły egzamin przed odpowiednią Komisją Egzaminacyjną PZN, otrzymały patent Polskiego Związku Narciarskiego, posiadały ważną legitymację instruktorską wydaną przez PZN oraz tzw. „czarną” legitymację, ważną na dany sezon, a także zostały wciągnięte na listę nauczycieli narciarstwa ogłaszaną oficjalnie przez PZN przed każdym sezonem narciarskim.
Ze względu na kwalifikacje techniczne nauczycieli ustalono następujące stopnie: trener, pomocnik trenera, instruktor, instruktor narciarstwa nizinnego, pomocnik instruktora, pomocnik instruktora narciarstwa nizinnego. Ponadto istniał podział na tzw. nauczycieli honorowych i zawodowych. Nauczyciele honorowi udzielali nauki jazdy bezpłatnie, mogąc liczyć jedynie na zwrot kosztów w postaci przejazdów, mieszkania i utrzymania, bez żadnego dodatkowego wynagrodzenia ze strony szkoły narciarskiej. Nauczycieli zawodowych mianowała Komisja Sportowa PZN spośród instruktorów honorowych lub odrębnych kandydatów lub według własnego uznania – na podstawie opinii okręgów lub klubów. Wszystkich nauczycieli obowiązywały te same przepisy wyszkoleniowe, jednak wymagania stawiane nauczycielom zawodowym były wyższe, zwłaszcza w zakresie technicznego opanowania narciarstwa.
Dzięki szeroko zakrojonej akcji wyszkoleniowej, u progu sezonu 1935/36 PZN dysponował kadrą blisko 1000 nauczycieli narciarstwa oraz ponad 300 sędziów narciarskich. Zdobyte doświadczenie pozwoliło na dalszą rozbudowę i doskonalenie akcji szkoleniowej oraz dostosowanie jej do ówczesnych potrzeb. Działalność PZN w tym względzie doceniły władze, przyznając związkowi wyłączność na organizację wszystkich kursów i obozów narciarskich w kraju w kolejnych dwóch sezonach (1935/36 i 1936/37). We wspomnianym okresie prowadzono też stałą ewidencję instruktorów PZN.
Inicjatywę w zakresie szkoleń kadrowych w sezonach 1935/36 i 1936/37 wykazywała Komisja Narciarstwa Nizinnego PZN – organizowano instruktorskie kursy narciarstwa nizinnego.
W sezonie 1937/38 całość zagadnień szkoleniowych przejęła powołana Komisja Wyszkoleniowa PZN. Na jej czele stanął Leszek Lubicz-Nycz. Zakres działań komisji obejmował przede wszystkim normowanie spraw o charakterze teoretyczno-wyszkoleniowym, czuwaniem nad właściwym kierunkiem prac wyszkoleniowych oraz odpowiednią organizację opieki lekarskiej.
W 1938 roku ukazały się opracowane przez Leszka Lubicz-Nycza „Wytyczne nauczania i zasady jazdy na nartach” stanowiące szczegółową instrukcję Komisji Wyszkolenia Polskiego Związku Narciarskiego.
Ożywioną działalność szkoleniową w ostatnich dwóch sezonach okresu międzywojennego wykazały autoryzowane szkoły narciarskie. W sezonie 1937/38 Komisja Wyszkoleniowa PZN autoryzowała 11 szkół w 7 miejscowościach (Bukowina, Krynica, Rabka, Sławsko, Wisła, Worochta, Zakopane). Z ich usług skorzystało wówczas blisko 3 tysiące osób. Z kolei w kursach szkolenia ogólnego oraz w obozach narciarskich zorganizowanych w tym samym sezonie udział wzięło 9497 osób.

### Lata 1957-1989
W obliczu zmian organizacyjnych w polskim narciarstwie związanych z ponownym powołaniem Polskiego Związku Narciarskiego, konieczne stało się uporządkowanie spraw szkoleniowych. Chodziło przede wszystkim o dostosowanie poziomu szkolenia kadr instruktorskich do ówczesnych trendów europejskich wyznaczonych przez kolejne kongresy Międzynarodowej Federacji Nauczania Narciarstwa. Przełom stanowił udział pięcioosobowej delegacji w IV Kongresie FIES zorganizowanym w styczniu 1957 roku w szwedzkim Storlien. Na podstawie zebranych doświadczeń postanowiono dokonać weryfikacji stopni instruktorskich połączonej z wymianą legitymacji. Duże zaangażowanie Polaków w prace FIES spowodowało, że organizację kolejnego, V Kongresu powierzono Polsce. Sukcesem zakończyły się przeprowadzone w trakcie kongresu wybory – wiceprezesem Międzynarodowej Federacji Nauczania Narciarstwa został na trzy lata Stanisław Ziobrzyński. Udział polskiej delegacji w kongresie wpłynął na wydanie w 1958 roku „Zasad nauczania narciarstwa w górach i na nizinach”. Wspomniana pozycja opracowana przez zespół autorów w składzie: Zygmunt Bielczyk, Bronisław Haczkiewicz, Grzegorz Młodzikowski, Stanisław Ziobrzyński zawierała podstawowe wytyczne szkoleniowe dla instruktorów i nauczycieli narciarstwa. Powodem jej powstania był brak sprecyzowanych metod nauczania.
Począwszy od października 1962 roku, działająca w ramach Wydziału Narciarstwa masowego PZN, Komisja Wyszkolenia rozpoczęła intensywne prace w dziedzinie szkolenia kadr instruktorskich. Przejawiały się one m.in. organizacją kursów unifikacyjnych, kursokonferencji instruktorów wykładowców oraz ogólnopolskich zawodów instruktorów i trenerów narciarstwa (ich organizację inaugurowano w 1960 r.). Wspomniane zawody stały się w kolejnych latach platformą wymiany doświadczeń pomiędzy nauczycielami narciarstwa. Stwarzały one możliwość zapoznania się z wszelkimi technicznymi nowinkami w nauczaniu, stanowiąc jednocześnie doskonałe kryterium oceny własnych umiejętności technicznych. Najlepszym spośród instruktorów stworzono możliwość udziału w międzynarodowych kongresach INTERSKI oraz kursach szkoleniowych organizowanych przez narodowe szkoły narciarskie m.in. w Austrii i Francji. Doświadczenia zdobyte w kolejnych sezonach zaowocowały wydaniem w lutym 1967 r. „Wytycznych do nauczania jazdy na nartach”. Ich autorami byli: Tomasz Gluziński, Bronisław Haczkiewicz, Leopold Petek, Jerzy Turski, Andrzej Ziemiński.
Udział w międzynarodowych kongresach nauczania narciarstwa i obserwacje tam czynione oraz własne, praktyczne doświadczenia szkoleniowe stanowiły podstawę dla opracowania nowych lub uzupełnienia istniejących już programów i wytycznych nauczania w kolejnych latach.
Część wytycznych poświęconą narciarstwu biegowemu opracowali: Jerzy Batruch, Wacław Makowski, Leopold Petek. Program nauczania narciarstwa biegowego powstał w 1983 roku (autorzy: Edward Mróz, Roman Kazarko, Kazimierz Zelek).

### Lata 1989-2009
Szkolenie kadr instruktorskich pozostawało do czasu powstania Stowarzyszenia Instruktorów i Trenerów Narciarstwa PZN w gestii Komisji Szkolenia Instruktorów PZN.
Komisja Szkolenia Instruktorów PZN działała do 1.09.1993 r. Została zlikwidowana z powodu braku środków na działalność? 
```
Agendy Komisji Szkolenia Instruktorów przekazano SITN-PZN. Stworzono tym samym perspektywy rozwojowe dalszej działalności komisji z zachowaniem pełnej samodzielności finansowej jako podstawy jej działania.
```

W 1996 r. powstała Ustawa o Kulturze Fizycznej, a w 2001 r. stosowne rozporządzenie wykonawcze. Powyższe akty prawne nie podtrzymały tradycji i znaczenia stopnia instruktora PZN w prawie polskim doprowadzając w zakresie sportów śnieżnych do znacznego obniżenia poziomu kształcenia kadr instruktorskich i powstania stopnia instruktora rekreacji ruchowej. Stowarzyszenie Instruktorów i Trenerów Narciarstwa PZN wkomponowało w swój system szkoleniowy wymagania stawiane przez rozporządzenie. Utrzymuje również wysokie wymagania wobec stopnia Instruktora PZN kontynuując kilkudziesięcioletnią tradycję tego stopnia. Stopień Instruktora PZN spełnia wymagania międzynarodowej organizacji zrzeszających instruktorów narciarstwa (amatorów) – IVSI (Internationalen Verband der Schneesportinstruktoren).